# Pécsi Közlekedési Zrt.
Pécsi Közlekedési Zártkörűen Működő Részvénytársaság ([ˈpeːtʃi ˈkøzlɛkɛdeːʃi ˈzaːɾtkøɾyːɛn ˈmyːkødøː ˈɾeːsveːɲˌtaːɾʃɑʃaːg], PKV Zrt.) est la compagnie de transport en commun de Pécs. 